# Darius Garland
Darius Kinnard Garland (Gary, 26 de janeiro de 2000) é um jogador norte-americano de basquete que atualmente joga no Cleveland Cavaliers da National Basketball Associantion (NBA).
Ele jogou no basquete universitário pelo Vanderbilt Commodores e foi selecionado pelos Cavaliers como a quinta escolha geral do draft da NBA de 2019.

## Primeiros anos
Garland nasceu em Gary, Indiana, filho de Felicia Garland e do jogador de basquete, Winston Garland. Ele cresceu jogando beisebol e começou a jogar basquete aos cinco anos. Ele continuou com o basquete na escola primária e marcou sua primeira cesta na segunda série. Nesse ano, ele participou de campos de basquete em Valparaiso, liderados por Bryce Drew, que se tornaria seu treinador em Vanderbilt.
Depois que ele terminou a sexta série, sua família se mudou para o Tennessee para que ele pudesse frequentar a Brentwood Academy em Brentwood. O pai de Garland descreveu: "Nós sempre conversamos sobre mudanças. Minha mãe morou no Tennessee e gostou. Acabei de falar com a família e todos estavam a bordo. Foi um grande salto de fé".

## Carreira no ensino médio
Garland ingressou na equipe titular da Brentwood Academy enquanto estava na oitava série. Em sua temporada de calouro, ele obteve médias de 13 pontos, 1,3 rebotes e 2,7 assistências, levando sua equipe a final do Campeonato Estadual da Divisão II-AA da Associação Atlética da Escola Secundária do Tennessee (TSSAA). Em seu segundo ano, ele conquistou o prêmio de MVP no King of the Bluegrass Holiday Classic, depois de marcar 23 pontos contra Fairdale High School na final. Garland obteve médias de 18,6 pontos e 4,3 assistências e ganhou o prêmio de Mr. Basketball da TSSAA Division II-AA.
Do segundo ao terceiro ano do ensino médio, ele cresceu dois centímetros e meio e, na quarta temporada na Brentwood Academy, foi classificado como o melhor armador da classe de 2018 pela 247Sports. Em 13 de novembro de 2017, ele se comprometeu a jogar basquete universitário em Vanderbilt, atraído pela proximidade de casa e pelo treinador Bryce Drew. Em sua última temporada, ele obteve médias de 27,6 pontos, 5,0 rebotes, 4,3 assistências e 1,7 roubadas de bola e garantiu o quarto título consecutivo da Brentwood Academy, empatando o recorde da TSSAA. Garland se tornou o segundo jogador, depois de Brandan Wright, a vencer o Mr. Basketball de Tennessee em três ocasiões. Em 28 de março, Garland registrou 11 assistências no McDonald's All-American Game de 2018. Depois, ele participou do Nike Hoop Summit.
| Nome | Cidade natal                           | Escola                 | Altura | Peso  | Data                   |
| --- | -------------------------------------- | ---------------------- | ------ | ----- | ---------------------- |
| Darius Garland PG | Brentwood, Tennessee                   | Brentwood Academy (TN) | 1,93 m | 79 kg | 13 de novembro de 2017 |
| Darius Garland PG | Recrutamento: Rivais: 247Sports: ESPN: |                        |        |       |                        |
| - Nota: Em muitos casos, Scout, Rivals, 247Sports e ESPN podem entrar em conflito em suas listas de altura e peso, nestes casos, a média foi obtida. - Fonte: |                                        |                        |        |       |                        |

## Carreira universitária
Garland entrou na temporada de 2018-19 como o melhor recruta que já assinou com Vanderbilt. Em 6 de novembro de 2018, em seu primeiro jogo na universidade contra Winthrop, Garland foi o cestinha da partida com 24 pontos. Em 19 de novembro, uma vitória de 79-70 sobre Liberty, ele marcou 33 pontos, a segunda maior marca por um calouro da história da escola.
Ele machucou o joelho contra Kent em 23 de novembro e deixou o jogo mais cedo. Quatro dias depois, o técnico de Vanderbilt, Bryce Drew, revelou que Garland estava fora do restante da temporada com uma lesão no menisco. Em 22 de janeiro de 2019, ele anunciou que deixaria Vanderbilt para se recuperar de uma lesão e se preparar para o Draft da NBA de 2019.
Mais tarde, Garland se tornou um dos 77 convidados a participar do Combine da NBA. No entanto, ele deixou o evento em 15 de maio com a promessa que seria selecionado por uma equipe no draft.

## Carreira profissional

### Cleveland Cavaliers (2019–presente)

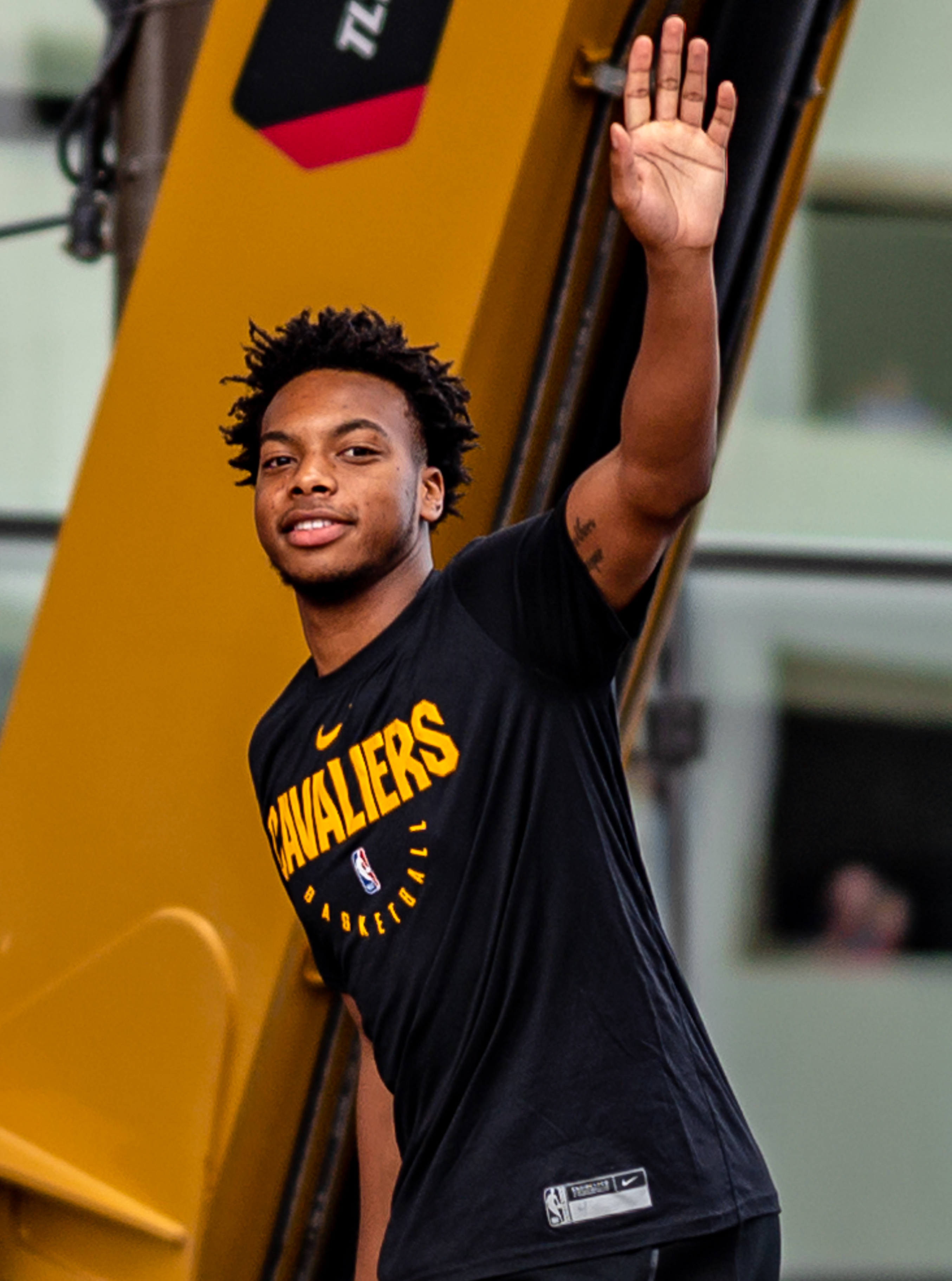
Garland na inauguração da Rocket Mortgage FieldHouse em 2019.

Garland foi selecionado pelo Cleveland Cavaliers como a quinta escolha geral no Draft da NBA de 2019. Em 3 de julho de 2019, os Cavaliers anunciaram que haviam assinado um contrato de 4 anos e US$29 milhões com Garland.
Em 23 de outubro de 2019, ele fez sua estreia na NBA, em uma derrota por 85-94 para o Orlando Magic, e registrou oito pontos, dois rebotes, cinco assistências e um roubo de bola. Ele fez história durante este jogo ao se tornar o primeiro jogador nascido nos anos 2000 a fazer sua estreia na NBA. Em 4 de abril de 2021, Garland registrou 37 pontos, seu recorde na carreira, e sete assistências na vitória por 125-101 sobre o San Antonio Spurs.
Em 12 de janeiro de 2022, ele registrou seu primeiro triplo-duplo na carreira com 11 pontos, 10 rebotes e 15 assistências em uma vitória por 111-91 sobre o Utah Jazz. Em 15 de janeiro, Garland registrou 27 pontos e 18 assistências na vitória por 107-102 sobre o Oklahoma City Thunder. Dois dias depois, ele teve 22 pontos, 12 assistências e 6 rebotes em uma vitória por 114-107 sobre o Brooklyn Nets. Em 3 de fevereiro, Garland foi selecionado para seu primeiro All-Star Game como reserva. Em 15 de fevereiro, ele registrou 30 pontos e 8 assistências na derrota por 124-116 para o Atlanta Hawks. Em 8 de março, ele fez 41 pontos e 13 assistências na vitória por 127-124 contra o Indiana Pacers. Em 12 de abril, Garland marcou 34 pontos, na derrota no Play-In por 115–108 para o Brooklyn Nets. No jogo seguinte, Garland e os Cavaliers perderam para o Atlanta Hawks, o que significa que, apesar de dobrar o total de vitórias da temporada anterior e terminar com o oitavo melhor recorde na Conferência Leste, eles não avançariam para a pós-temporada. Garland terminou em terceiro, atrás de Ja Morant e Dejounte Murray, na votação para o Prêmio de Jogador que Mais Evoluiu.

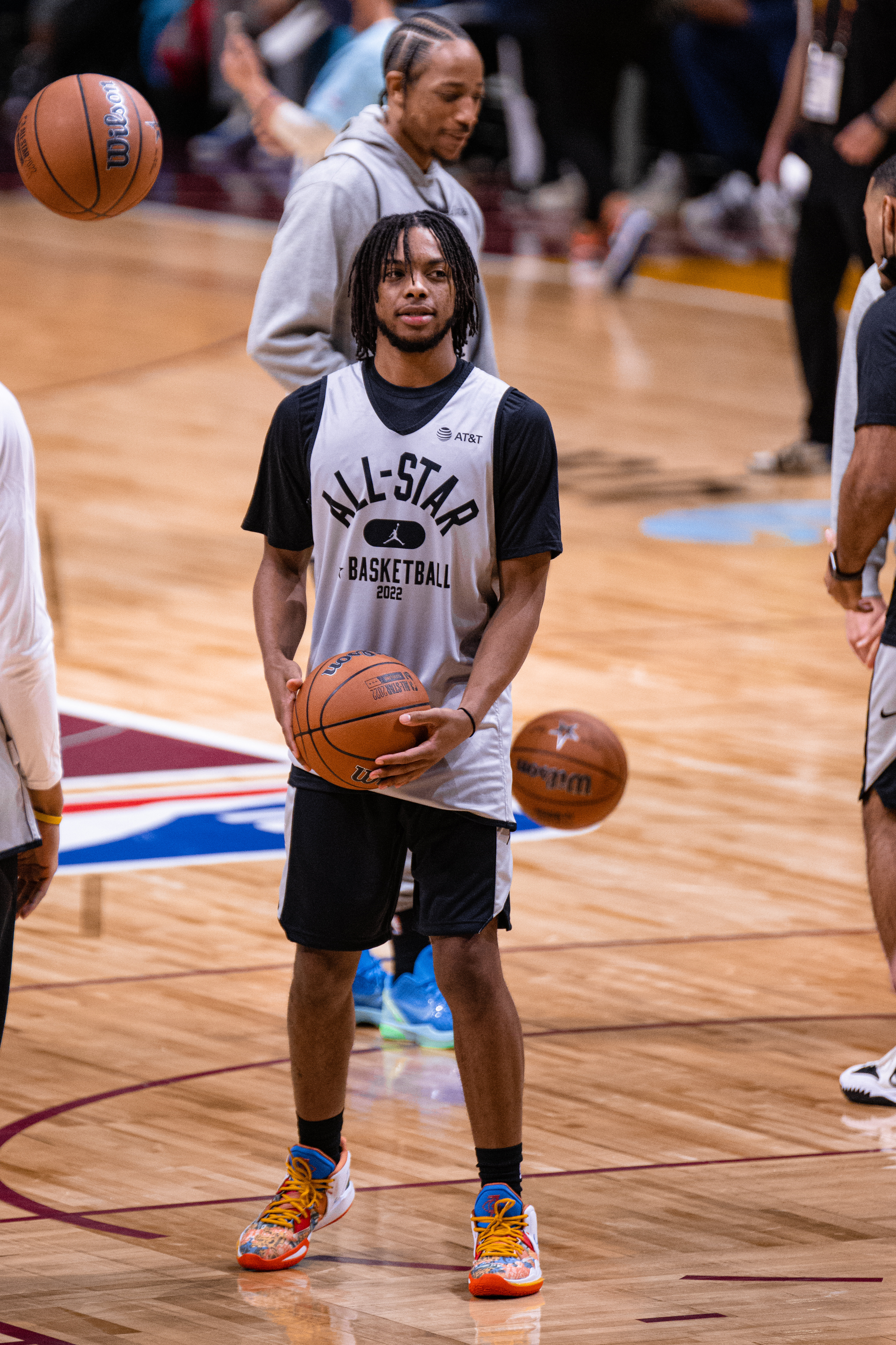
Garland no All-Star Game da NBA de 2022

Em 9 de julho de 2022, Garland assinou uma extensão de contrato de US$ 231 milhões por cinco anos com os Cavaliers. Em 13 de novembro, ele marcou 51 pontos na derrota por 129-124 para o Minnesota Timberwolves. Ele se tornou o quarto jogador dos Cavaliers a marcar 50, juntando-se a LeBron James (nove vezes), Kyrie Irving (duas vezes) e Walt Wesley (uma vez). Suas dez cestas de 3 dobraram seu recorde anterior em um único jogo e ficaram um a menos do recorde da equipe que pertence a Irving.

## Estatísticas da carreira

### NBA

#### Temporada Regular
| Ano      | Equipe    | PJ  | PT  | MPJ  | AP   | 3P   | LL   | RT  | AS  | BR  | TO  | PPJ  |
| -------- | --------- | --- | --- | ---- | ---- | ---- | ---- | --- | --- | --- | --- | ---- |
| 2019–20  | Cavaliers | 59  | 59  | 30.9 | .401 | .355 | .875 | 1.9 | 3.9 | .7  | .1  | 12.3 |
| 2020–21  | Cavaliers | 54  | 50  | 33.1 | .451 | .395 | .848 | 3.4 | 6.1 | 1.2 | .1  | 17.4 |
| 2021–22  | Cavaliers | 68  | 68  | 35.7 | .462 | .383 | .892 | 3.3 | 8.6 | 1.3 | .1  | 21.7 |
| 2022–23  | Cavaliers | 69  | 69  | 35.5 | .462 | .410 | .863 | 2.7 | 7.8 | 1.2 | .1  | 21.6 |
| 2023–24  | Cavaliers | 57  | 57  | 33.3 | .446 | .371 | .834 | 2.7 | 6.5 | 1.3 | .1  | 18.0 |
| Carreira | Carreira  | 307 | 303 | 33.7 | .444 | .382 | .862 | 2.8 | 6.5 | 1.1 | .1  | 18.2 |
| All-Star | All-Star  | 1   | 0   | 24.0 | .417 | .429 | –    | 1.0 | 3.0 | 2.0 | 0.0 | 13.0 |

#### Play-In
| Ano  | Equipe    | PJ | PT | MPJ  | AP   | 3P   | LL   | RT  | AS  | BR  | TO | PPJ  |
| ---- | --------- | -- | -- | ---- | ---- | ---- | ---- | --- | --- | --- | -- | ---- |
| 2022 | Cleveland | 2  | 2  | 41.3 | .431 | .308 | .875 | 2.0 | 7.0 | 2.5 | .0 | 27.5 |

#### Playoffs
| Ano  | Equipe    | PJ | PT | MPJ  | AP   | 3P   | LL   | RT  | AS  | BR  | TO | PPJ  |
| ---- | --------- | -- | -- | ---- | ---- | ---- | ---- | --- | --- | --- | -- | ---- |
| 2023 | Cleveland | 5  | 5  | 37.7 | .438 | .387 | .840 | 1.8 | 5.0 | 1.6 | .2 | 20.6 |

### Universidade
| Ano     | Equipe     | PJ | PT | MPJ  | AP   | 3P   | LL   | RT  | AS  | BR  | TO  | PPJ  |
| ------- | ---------- | -- | -- | ---- | ---- | ---- | ---- | --- | --- | --- | --- | ---- |
| 2018–19 | Commodores | 5  | 5  | 27.8 | .537 | .478 | .880 | 7.8 | 5.6 | 1.8 | 0.6 | 16.2 |

Fonte:

## Prêmios e Homenagens
- National Basketball Association:
  - 2x NBA All-Star: 2022 e 2025
- High School:
  - McDonalds All-American: 2018
  - 3x Melhor Jogador do Tennessee: 2016, 2017 e 2018

## Vida pessoal
O pai de Garland, Winston Garland, jogou basquete universitário em Missouri State antes de passar sete temporadas na NBA. Mais tarde, ele se tornou um líder recreativo na prisão estadual de Indiana e treinador da West Side Leadership Academy em Gary. Os dois avós de Garland serviram no exército dos Estados Unidos. Ele tem uma irmã mais velha, Kacie, e quatro irmãos mais velhos, Desmond, Kody, Miguel e Hilton.